# Kartek
Kartek är en sjö i Arvidsjaurs kommun i Lappland och ingår i Piteälvens huvudavrinningsområde. Sjön har en area på 0,0752 kvadratkilometer och ligger 306,8 meter över havet. Kartek ligger i Piteälven Natura 2000-område.

## Delavrinningsområde
Kartek ingår i det delavrinningsområde (732947-166234) som SMHI kallar för Mynnar i Iggejaure. Medelhöjden är 346 meter över havet och ytan är 27,93 kvadratkilometer. Det finns inga avrinningsområden uppströms utan avrinningsområdet är högsta punkten. Kruokejåkkå som avvattnar avrinningsområdet har biflödesordning 4, vilket innebär att vattnet flödar genom totalt 4 vattendrag innan det når havet efter 146 kilometer. Avrinningsområdet består mestadels av skog (82 procent) och sankmarker (15 procent). Avrinningsområdet har 0,47 kvadratkilometer vattenytor vilket ger det en sjöprocent på 1,7 procent.